# Факультет української філології, іноземних мов та соціальних комунікацій ЦДПУ імені В. Винниченка

Факультет української філології, іноземних мов та соціальних комунікацій — один із найстаріших факультетів Центральноукраїнського державного педагогічного університету імені Володимира Винниченка. Бере свою історію з 1 жовтня 1930: Рада Народних Комісарів УСРР прийняла офіційну постанову про відкриття інституту народної освіти, який складався з чотирьох факультетів: техніко-математичного, агробіологічного, історико-економічного та мовно-літературного; утворено і п'ять кафедр: математики, біології, історії, педагогіки, української мови і літератури. В інституті працювало 26 викладачів, навчалося понад 300 студентів. У 1937 року при тодішньому педінституті зорганізовано факультет мови й літератури з двома відділами: російським та українським. Згодом у часи незалежності, факультет інтегрується і при ньому створюється новий підрозділ, новий напрямок — журналістика, який нині об'єднує п'ять підрозділів.

## Структура факультету
- - кафедра перекладу, прикладної та загальної лінгвістики [Архівовано 29 грудня 2021 у Wayback Machine.]
  - кафедра германських мов та методик їхнього навчання [Архівовано 29 грудня 2021 у Wayback Machine.]
  - кафедра української мови та журналістики [Архівовано 29 грудня 2021 у Wayback Machine.]
  - кафедра української та зарубіжної літератури [Архівовано 29 грудня 2021 у Wayback Machine.]
  - кафедра лінгводидактики та іноземних мов [Архівовано 29 грудня 2021 у Wayback Machine.]
  - ліцензований мовний центр [Архівовано 29 грудня 2021 у Wayback Machine.]
  - інформаційний центр ЄС [Архівовано 29 грудня 2021 у Wayback Machine.]
  - Австрійська фахова бібліотека імені Бернгарда Штільфріда [Архівовано 29 грудня 2021 у Wayback Machine.]

## Спеціальності
На факультеті здійснюється підготовка за двома напрямами базової освіти — філологія і видавнича справа та редагування за такими спеціальностями:
Напрям «Філологія»:
Українська мова і література. Спеціалізація: Редагування освітніх видань;
Українська мова і література. Спеціалізація: Англійська мова та зарубіжна література;
Українська мова і література. Спеціалізація: Шкільне бібліотекознавство.
Напрям «Видавнича справа та редагування»:
Видавнича справа та редагування.

## Адміністрація
Очолює факультет декан факультету української філології, іноземних мов та соціальних комунікацій. Кандидат педагогічних наук, доцент кафедри лінгводидактики та іноземних мов Габелко Олена Миколаївна.
Допомагають у роботі факультету й заступники:
- заступник декана з виховної та профорієнтаційної роботи — викладач кафедри перекладу, прикладної та загальної лінгвістики Верещак Юлія Миколаївна;
- заступник декана з навчально-методичної роботи — кандидат філологічних наук, доцент кафедри української та зарубіжної літератури Лаврусенко Марія Іванівна.